# Yuxarı Qarabağ Kanalı
Yuxarı Qarabağ Kanalı (azerbajdzjanska: Yuxarı Garabağ Kanalı) är en kanal i Azerbajdzjan. Den ligger i den centrala delen av landet, 180 km väster om huvudstaden Baku.
Trakten runt Yuxarı Qarabağ Kanalı består till största delen av jordbruksmark. Runt Yuxarı Qarabağ Kanalı är det ganska tätbefolkat, med 67 invånare per kvadratkilometer.